# Crăciunești, Maramureș
Crăciunești (în maghiară Tiszakarácsonyfalva, colocvial și până 1901: Karácsonyfalva; în ucraineană Кричунів, transliterat: Krîciuniv; în idiș: קרעטשעניף) este un sat în comuna Bocicoiu Mare din județul Maramureș, Transilvania, România.

## Istoric
Prima atestare documentară: 1385 (Karachonfalw). 

## Etimologie
Etimologia numelui localității: din n. grup crăciunești < n.fam. rom. Crăciun  (< apelativul crăciun „despre cineva născut la 25 decembrie, aceasta la început; ulterior substantiv personificat în folclor”, DOR) + suf. -ești. 

## Demografie
La recensământul din 1930 au fost înregistrați 1.839 locuitori, dintre care 889 evrei, 820 ruteni, 109 români, 12 maghiari și 3 germani. Sub aspect confesional populația era alcătuită din 930 greco-catolici, 889 mozaici, 10 ortodocși și 10 romano-catolici. Ca limbă maternă 889 de persoane au declarat limba idiș, 834 ucraineana, 101 româna, 12 maghiara și 3 germana.
La recensământul din 2011, populația era de 1.331 locuitori, majoritatea ucraineni. 